# Gladio (burgerinitiatief)
Gladio was een burgerinitiatief dat werd opgericht in april 2005 met als doel de plaatselijke Arnhemse politiek zeer nauw op de voet te volgen en daarover zo nodig te publiceren op de Gladio-website.
Hiertoe werden raadsvergaderingen en eventueel commissievergaderingen gevolgd. Ook lazen de leden van Gladio alle verkiezingsprogramma's door, stelden er ter verduidelijking schriftelijke vragen over en legden dat langs het praktisch optreden van de politieke partijen. Er werden 'zwartboeken' geschreven over de politieke en bestuurlijke blunders en problemen aanhangig gemaakt door het schrijven van brieven aan fractievoorzitters in de gemeenteraad en aan het college van burgemeester en wethouders.
Gladio was opgezet door een aantal Arnhemmers van diverse politieke signatuur die er, gelet op hun functie en informatievergaring, voor kozen anoniem te blijven. Gezien de gelijkheid qua opzet is het burgerinitiatief vernoemd naar de naoorlogse stay-behind organisatie, Operatie Gladio.
Het burgerinitiatief Gladio is in 2008 opgehouden te bestaan.